# Wedge Tomb von Dunnamore

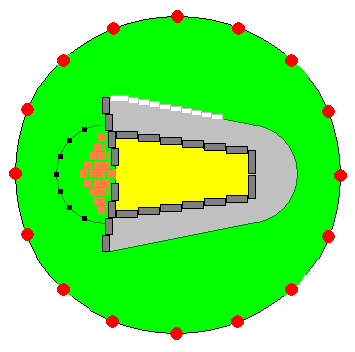
Prinzipskizze Wedge Tomb am Beispiel von Island

Das Wedge Tomb von Dunnamore (volkstümlich Dermot and Grania’s Bed genannt) ist ein Wedge Tomb in der Nähe eines Nebenflusses des Ballinderry, nördlich der A505 und südlich der Dunnamore Road im Townland Dunnamore (irisch Domhnach Mór), westlich von Cookstown im County Tyrone in Nordirland.
Wedge Tombs (deutsch „Keilgräber“), früher auch „wedge-shaped gallery grave“ genannt, sind ganglose, mehrheitlich ungegliederte Megalithanlagen der späten Jungsteinzeit und der frühen Bronzezeit und neben Court-, Passage- und Portal Tombs typisch für Irland.

## Beschreibung
Trotz einer Lücke zwischen den Steinen der Galerie ist die 12,0 bis 14,0 m lange Anlage relativ komplett. Die Galerie ist etwa 8,0 Meter lang und die Kammer wird im hinteren, nördlichen Bereich noch von drei großen Deckenplatten bedeckt. Der Hügel, der das Wedge Tomb bedeckte, ist dagegen völlig abgetragen worden. Die Nord-Süd orientierte Galerie muss auf einem natürlichen oder künstlichen Hügel errichtet worden sein, da sie deutlich höher liegt als das umliegende Land. Die oft nicht mehr in situ befindlichen Galeriewände wurden mindestens als eine Doppelreihe von Orthostaten konstruiert, an einigen Stellen scheint sie sogar dreifach gewesen zu sein.

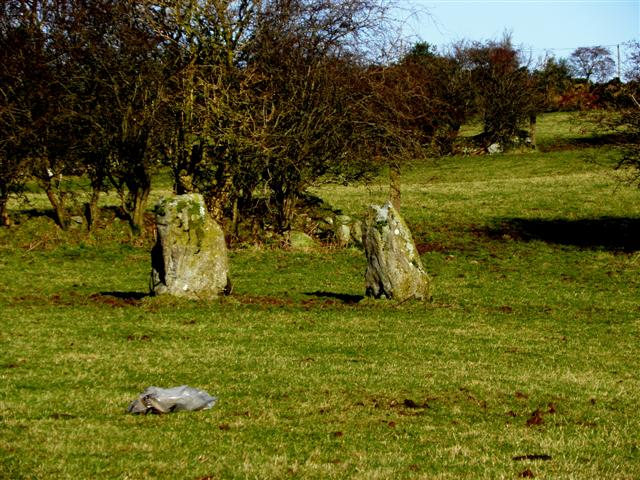
Steinpaar von Dunnamore

An der Vorderseite, im Süden befindet sich eine abgetrennte Vorkammer von 2,7 m Länge und 1,8 m Breite mit einem Deckstein und einem Trennstein im Eingang, ein Merkmal einiger Keilgräber in Tyrone. Zu beiden Seiten des Trennsteins befinden sich niedrige, lose Schwellensteine. Der Innenraum der Kammer ist niedrig und zwischen der Seitenwand und den Deckenplatten stützen mehrere kleine Steine die dadurch höher liegenden Decksteine.
In der Nähe liegt ein Findling oder ein Boulder Burial das Steinpaar von Dunnamore und etwas entfernter der Steinkreis von Tulnacross.